# Karakoisu
Der Karakoisu (russisch Каракойсу) ist ein rechter Nebenfluss des Awarskoje Koisu in der russischen Republik Dagestan.
Der Karakoisu entspringt im östlichen Teil des Großen Kaukasus im Süden von Dagestan im Rajon Tscharoda.
Er fließt in überwiegend nördlicher Richtung durch das Bergland. Dabei wird er an zwei Talsperren aufgestaut. In dem Verwaltungszentrum Gergebil trifft der Kasikumuchskoje Koisu von rechts auf den Fluss. Anschließend wendet er sich nach Nordwesten und erreicht 10 km flussabwärts den Awarskoje Koisu.
Der Karakoisu hat eine Länge von 97 km. Sein Einzugsgebiet umfasst 3720 km². Der mittlere Abfluss an der Mündung beträgt 31,6 m³/s.

## Wasserkraftnutzung
Am Flusslauf befinden sich zwei Talsperren mit jeweils angeschlossenem Wasserkraftwerk.
Die Wasserkraftwerke in Abstromrichtung:
| Name     | Fertig- stellung | Leistung in MW | Jahres- leistung in GWh | Fallhöhe in m | Stauraum in Mio. m³ |
| -------- | ---------------- | -------------- | ----------------------- | ------------- | ------------------- |
| Gunib    | 2004             | 15             | 57,6                    | 73            | 10,58               |
| Gergebil | 1993             | 17,8           | 61,5                    | 69,7          | 17                  |